# سیارک ۱۳۲۴۱
سیارک ۱۳۲۴۱ (به انگلیسی: 13241 Biyo، نامگذاری:1998KM41) سیزده هزار و دویست و چهل و یکمین سیارک کشف شده‌است که در ۲۲ مه ۱۹۹۸ کشف شد.
قدر مطلق سیارک برابر ۱۹.۵ است.